# Dead Man Running
Pour plus de détails, voir Fiche technique et Distribution.
Dead Man Running  est une comédie policière britannique sortie en 2009, réalisée par Alex De Rakoff, écrite par Alex De Rakoff et John Luton, et mettant en vedette Tamer Hassan et Danny Dyer. Les joueurs de football Ashley Cole et Rio Ferdinand en sont les producteurs exécutifs.

## Synopsis
Après une augmentation du nombre de ses clients ne parvenant pas à honorer leurs paiements, M. Thigo (Curtis '50 Cent' Jackson) décide de prendre les choses en mains et de se rendre à Londres pour faire un exemple du bad boy local et débiteur Nick (Tamer Hassan). Thigo donne à Nick 24 heures pour rembourser la somme de 100 000 livres qu'il doit. Pour le motiver, Thigo fait prendre la mère  de Nick (Brenda Blethyn) en otage. Nick étant fauché, il est obligé de faire preuve de créativité afin de gagner rapidement l'argent. Dans le même temps, Thigo sabote les efforts de Nick afin d'être sûr qu'il pourra en faire un exemple vis-à-vis de ses autres débiteurs.

## Distribution
- Tamer Hassan (VF : Paul Borne) : Nick
- Danny Dyer (VF : Patrick Mancini) : Bing
- Brenda Blethyn : la mère de Nick
- 50 Cent (VF: Raphael Cohen) : Thigo
- Monet Mazur : Frankie
- Ashley Walters : Fitzroy
- Phil Davis : Johnny Sables
- Blake Ritson (VF : Sébastien Boju) : Jarvis
- Bronson Webb : Smudger
- Alan Ford : Sol
- Omid Djalili : « Bald Fat Fuck »

## Sortie
Le film est sorti au Royaume-Uni le 30 octobre 2009. Il génère des recettes de 681,354$ au royaume-UNI et 735,875$ dans le reste du monde. Phase 4 Films le distribue aux États-Unis.